# Jiří Prskavec
Jiří Prskavec (* 18. května 1993 Mělník) je český vodní slalomář. Původně závodil na kajaku v kategorii K1, v roce 2023 začal startovat i v závodech kánoí (C1). Jeho největším úspěchem je zlato z Letních olympijských her 2020 v Tokiu a dva tituly mistra světa; vše na kajaku. 
Je synem kajakářů Jiřího Prskavce staršího a Marcely Prskavcové.

## Sportovní kariéra
V roce 2010 zvítězil v individuálním závodě i v závodě hlídek na Mistrovství Evropy juniorů, o rok později vyhrál závod jednotlivců na Mistrovství světa do 23 let. Na Letních olympijských hrách mládeže 2010 získal bronz. V roce 2011 vybojoval v individuálním závodě na seniorském Mistrovství Evropy bronzovou medaili, o dva roky později získal zlatou medaili, ke které přidal ještě tentýž den zlato ze závodu hlídek. Na domácím Mistrovství světa 2013 v Praze-Troji vybojoval stříbrnou medaili za reprezentačním kolegou Vavřincem Hradilkem. V roce 2014 obhájil evropský titul, když si z kontinentálního šampionátu přivezl zlato z individuálního závodu K1. Na MS 2014 vybojoval s reprezentačními kolegy stříbro v závodě hlídek.
Z světového šampionátu 2015 získal zlaté medaile jak v individuálním závodě, tak v závodě hlídek. Stejné cenné kovy z týchž disciplín vybojoval na Mistrovství Evropy 2016. Z ME 2017 si přivezl zlato z hlídek a bronz z individuálního závodu. Na ME 2018 vybojoval v týchž disciplínách stejné cenné kovy. Ze světového šampionátu 2018 si přivezl stříbro z individuálního závodu a bronz ze závodu hlídek.

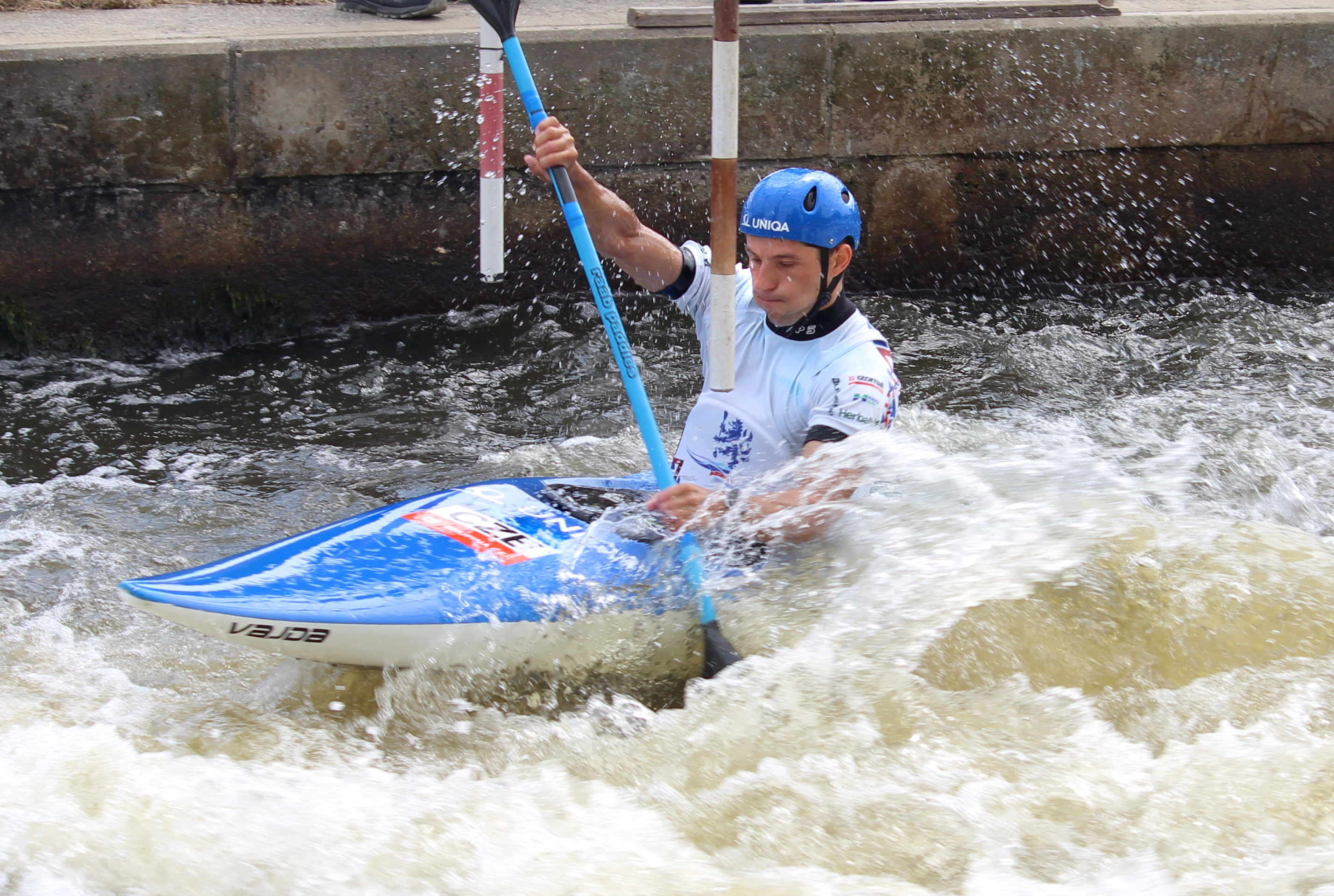
Jiří Prskavec na závodech v Praze-Troji 2023

Na letních olympijských hrách startoval poprvé v Riu 2016, kde i přes dvousekundovou penalizaci ve finálové jízdě vybojoval bronzovou medaili. O pět let později na letních olympijských hrách v Tokiu svůj výsledek ještě vylepšil, když si v čisté jízdě bez penalizace a s více než třísekundovým náskokem dojel pro zlato.

### 2022
V českých kvalifikačních závodech se opět probojoval do tříčlenné české reprezentace pro závody Světového poháru v kajaku (K1). V celkovém pořadí tohoto ročníku zvítězil, když získal zlatou medaili v třetím podniku ve slovinském Tacenu a v pátém (finálovém) ve španělském La Seu d'Urgell. V druhém podniku v polském Krakově přidal bronzovou medaili.
Na mistrovství světa v německém Augsburgu dojel v individuálním závodě na kajaku na 5. místě. Na mistrovství Evropy získal zlatou medaili jak v individuálním závodě (K1), tak v kategorii hlídek.
Na Mistrovství České republiky v jihočeském Lipně získal zlatou medaili v závodě na kajaku.

### 2023
V tomto roce do tříčlenné české reprezentace pro závody Světového poháru probojoval jak v kajaku, tak poprvé také na kánoi. Na prvním podniku v Augsburgu získal bronzovou medaili v kánoi. V druhém podniku v Praze-Troji i ve třetím ve slovinském Tacenu zvítězil na kajaku. V celkovém pořadí Světového poháru na kajaku skončil třetí.
Na mistrovství světa v anglickém Lee Valley dojel v individuálním závodě na kajaku na druhém místě za domácím Joem Clarkem. V závodech hlídek vybojoval s Vítem Přindišem a Jakubem Krejčím zlatou medaili na kajaku. Na Mistrovství České republiky v jihočeském Lipně získal zlatou medaili v závodě na kajaku.
Koncem roku zvítězil v anketě Král divoké vody 2023 před Vítem Přindišem.

### 2024
V tomto roce se probojoval do české reprezentace pro závody Světového poháru jak v kajaku, tak v kánoi. 
V jediném podniku, kterého se před olympijskými hrami zúčastnil – v pražské Troji – zvítězil na kanoi v kategorii C1. Po olympiádě pak zvítězil naopak v kategorii K1 ve španělském La Seu d'Urgell.
Na Mistrovství Evropy vybojoval dvě medaile v závodech hlídek: spolu s Vítem Přindišem a Jakubem Krejčí obsadil první místo v kategorii K1 a spolu s Lukášem Rohanem a Václavem Chaloupkou druhé místo v kategorii C1.
Právo účasti na Letních olympijských hrách 2024 v kategorii K1 si vybojoval už v roce 2023 v tzv. předkvalifikaci. Na olympiádě postoupil do finále, ale vinou doteků dvou branek skončil až na osmém místě. Soutěžil také v kategorii KX-1 kajak kros. Zde se přes první kolo, opravné jízdy a rozjížďky probojoval do čtvrtfinále, kde ale dojel třetí, a tím skončil na celkovém 11. místě.
Zvítězil v celkovém pořadí Českého poháru v závodech na kanoi (C1) a stal se také mistrem České republiky ve stejné kategorii.

### 2025
Také v tomto roce se probojoval do české reprezentace pro závody Světového poháru jak v kajaku, tak v kánoi.
Na Mistrovství Evropy v Paříži vybojoval zlatou medaili v závodě K1.
V červenci se stal kmotrem samičky zubra evropského narozené v Zoo Praha, která se mediálně proslavila, když při prvních krocích krátce po porodu zapadla ve výběhu do hlubokého bláta, odkud ji chovatelé úspěšně vyprostili z vnější strahy ohrady. Mláďata zubra evropského narozená v Zoo Praha musí být podle pravidel plemenné knihy pojmenována na začáteční písmena PR. K hledání vhodného jména pro slavnou samičku byla vyhlášená soutěž pro veřejnost a ze tří tisíc platných návrhů bylo vybráno jméno Prskavka.